# Johann Hunsdorfer (senior)
Johann Hunsdorfer senior (ur. 1850 w Wielkim Sławkowie koło Popradu, zm. 30 maja 1917 w Nowej Leśnej) – jeden z najbardziej znanych spiskoniemieckich przewodników tatrzańskich, ojciec Johanna Hunsdorfera juniora, również przewodnika. Zajmował się ciesielstwem, mieszkał w Nowej Leśnej.

## Życiorys
W młodości chodził dużo po Tatrach, zbierając zioła i uczestnicząc w polowaniach, następnie pracował jako tragarz i przewodnik. Od 1880 r. posiadał uprawnienia przewodnika II klasy, sześć lat później został przewodnikiem I klasy. Od 1896 r. uczestniczył w wielu pierwszych wejściach na tatrzańskie szczyty i turnie. Często towarzyszył Józsefowi Déryemu, a przede wszystkim Karolowi Englischowi oraz jego matce Antoninie. Z Englischami jako pierwszy zdobył ostatni istotny szczyt w Tatrach – Ostry Szczyt (1902).
Johann Hunsdorfer był opisywany przez Karola Englischa jako znakomity przewodnik, dzięki czemu zdobył szeroką sławę. Jego kariera przewodnicka załamała się, kiedy ujawniono jego oszustwa – zdarzało mu się okłamywać turystów na temat tego, które szczyty nie zostały jeszcze zdobyte, dzięki czemu mógł liczyć na dodatkową zapłatę. Po 1906 r. Hunsdorfer stracił swoją reputację i porzucił zawód przewodnika.